# Mahanadi
Der Mahanadi (Hindi: महानदी Mahānadī, wörtl. „Großer Fluss“) ist ein ca. 851 km langer Fluss in Ostindien. Er entwässert fast den gesamten Bundesstaat Chhattisgarh, große Teile Odishas sowie kleinere Gebiete in den Bundesstaaten Maharashtra und Jharkhand.

## Verlauf
Der Mahanadi entspringt in einer Höhe von 442 Metern nahe dem Dorf Pharsiya und der Stadt Nagri im Distrikt Raipur im Südosten des Bundesstaats Chhattisgarh. Von dort aus fließt sie in nordöstlicher Richtung, wendet sich dann südlich von Raigarh nach Osten und mündet schließlich östlich der Stadt Cuttack im Bundesstaat Odisha in den Golf von Bengalen. Die Gesamtlänge des Flusses beläuft sich auf etwa 851 km, wovon 357 km auf Chhattisgarh und 494 km auf Odisha entfallen. Das Einzugsgebiet umfasst etwa 141.600 km² und liegt zu 99 % in Chhattisgarh und Odisha. Kleine Anteile erstrecken sich auf Madhya Pradesh, Jharkhand und Maharashtra.

## Nebenflüsse
In seinem Verlauf nimmt der Mahanadi 14 größere Zuflüsse auf, davon 12 vor Erreichen der Hirakud-Talsperre und zwei danach. Unter diesen sind die linksseitigen Zuflüsse Shivnath (Seonath), Hasdeo, Mand, Ib, Kelo und Borai und die rechtsseitigen Zuflüsse Pairi, Jonk, Sukha, Kanji, Lilar und Lath (alle vor der Talsperre). Nach der Talsperre münden rechtsseitig Tel und Ong in den Mahanadi. Der Shivnath entspringt im Maikala-Gebirge (dem östlichen Teil des Satpuragebirges), der Jonk und der Ong kommen aus dem Grenzgebiet zwischen Chhattisgarh und Odisha, der Hasdeo und der Mand aus dem nördlichen Chhattisgarh, und der Ib sowie der Tel aus Zentralodisha. Größter Zufluss ist der Shivnath, gefolgt von Tel und Ib. Diese drei Zuflüsse tragen alleine etwa 47 % des Gesamtwasservolumens im Einzugsgebiet bei. Den höchsten Wasserstand führt der Mahanadi während der Monsunzeit (Juni bis Oktober), in der etwa 75 % des Jahresniederschlags von etwa 1400 mm fallen. Juli und August sind die regenreichsten Monate. Flussabwärts von Cuttack bildet der Mahanadi mit den Flüssen Baitarani und Brahmani ein riesiges Flussdelta.

## Staudamm
Nordwestlich der Stadt Sambalpur, an der Grenze von Odisha und Chhattisgarh, wurde in den 1950er Jahren der Hirakud-Staudamm errichtet. Der im Jahr 1957 feierlich eröffnete Damm staut Indiens größten künstlichen See (746 km²).

## Vegetation
Am Mittellauf des Mahanadi, in der Ebene um Raipur, wird die wasserreiche Region zum Anbau von Reis genutzt, weswegen man diese Gegend als „Reisschüssel“ bezeichnet. Auch in Odisha wird vornehmlich Reisanbau betrieben. Im Delta mischen sich mit zunehmendem Salzgehalt immer häufiger Mangrovenwälder hinzu.

## Sehenswürdigkeiten
Das heutige Dorf Sirpur war im Mittelalter die Hauptstadt des Südlichen Königreichs Kosala; die Ruinen mehrerer Tempel und Klöster sind von Bedeutung. Beim Dorf Huma steht ein kleiner Tempelkomplex mit einem schiefen Shikhara-Turm unmittelbar am Fluss. Die auf einer Flussinsel gelegene und heute weitgehend modern anmutende Stadt Cuttack hat eine lange Geschichte; ältestes Bauwerk ist das ursprünglich im 14. Jahrhundert erbaute, aber immer wieder ergänzte und veränderte Barabati Fort.